# دلار جزایر سلیمان
دلار جزایر سلیمان (به انگلیسی: Solomon Islands dollar) با کد ایزوی SBD، یکای پول رایج در کشور جزایر سلیمان است. مسئولیت کنترل این یکای پول بر عهدهٔ بانک مرکزی جزایر سلیمان قرار دارد.

## اسکناس‌ها
| نگاره | نگاره | بها    | رنگ         | شرح      | شرح           | تاریخ انتشار |
| رو    | پشت   | بها    | رنگ         | رو       | پشت           | تاریخ انتشار |
| ----- | ----- | ------ | ----------- | -------- | ------------- | ------------ |
|       |       | SI$۲   | سبز         | نشان ملی | ماهیگیر       | ۲۰۰۶         |
|       |       | SI$۵   | آبی         | نشان ملی | قایق          | ۲۰۰۴         |
|       |       | SI$۱۰  | صورتی       | نشان ملی | یک بافنده     | ۲۰۰۵         |
|       |       | SI$۲۰  | قهوه‌ای      | نشان ملی | چند جنگجو     | ۲۰۰۴         |
|       |       | SI$۵۰  | سبز         | نشان ملی | گکو و صدف     | ۲۰۰۵         |
|       |       | SI$۱۰۰ | قهوه‌ای روشن | نشان ملی | برداشت نارگیل | ۲۰۰۶         |